# NGC 5683
NGC 5683 ist eine 15,2 mag helle linsenförmige Seyfertgalaxie (Typ 1) vom Hubble-Typ SB0-aim Sternbild Bärenhüter und etwa 491 Millionen Lichtjahre von der Milchstraße entfernt.
Sie wurde am 13. April 1850 von George Stoney, einem Assistenten von William Parsons, entdeckt.